# Van Buren (Arkansas)
|  | Dieser Artikel wurde aufgrund von inhaltlichen Mängeln auf der Qualitätssicherungsseite des Projektes USA eingetragen. Hilf mit, die Qualität dieses Artikels auf ein akzeptables Niveau zu bringen, und beteilige dich an der Diskussion! Eine nähere Beschreibung der zu behebenden Mängel fehlt. |

Van Buren ist eine Stadt im Crawford County im US-amerikanischen Bundesstaat Arkansas mit Sitz der County-Verwaltung. Das U.S. Census Bureau hat bei der Volkszählung 2020 eine Einwohnerzahl von 23.218 ermittelt. Das Stadtgebiet hat eine Größe von 41,1 km².

## Geschichte
Am 4. Januar 1845 erhielt Van Buren offiziell die Kommunale Selbstverwaltung.
Die Stadt wurde nach Martin Van Buren, dem 8. Präsidenten der Vereinigten Staaten, benannt. Am 28. Dezember 1862 fand die Schlacht von Van Buren statt. Bei dieser besiegten Unionstruppen unter Führung des Generalmajors Samuel Ryan Curtis eine Einheit der Konföderierten.
Am 21. April 1996 wurde die Gegend um  Fort Smith/Van Buren von einem schweren Hurrikan heimgesucht.

## Geografie
Van Buren liegt nördlich von Fort Smith, Arkansas, USA.

## Söhne und Töchter der Stadt
- Bob Burns (1890–1956), Unternehmer, Radiocomedian und Filmschauspieler
- Hugh F. T. Hoffman (1896–1951), Generalmajor der United States Army